# Ereteken
Een ereteken is een onderscheiding. In de faleristiek worden ridderorden, erekruisen, frontstrepen, kruisen van verdienste, sterren, gespen en medailles onderscheiden. Als onderscheiding staat een ereteken gewoonlijk minder hoog aangeschreven dan een ridderorde. De naam komt van pas wanneer men om politieke of religieuze gronden geen kruis wil instellen. 
De Nederlandse regering en de Gouverneur-Generaal van Nederlands-Indië hebben in de loop der jaren meerdere eretekens ingesteld. In Nederland werd ook het begrip "Onderscheidingsteken" gebruikt zoals bij het Onderscheidingsteken voor Langdurige, Eerlijke en Trouwe Dienst.
- Het Ereteken voor Belangrijke Krijgsbedrijven.
- Het Ereteken voor Orde en Vrede.
- Het Ereteken voor Verdienste werd op 16 april 1987 door de Nederlandse Minister van Defensie ingesteld.
- Het Algemeen Ereteken van het Groothertogdom Saksen.

## Buitenlandse eretekens
- Militair Ereteken: Het Militair Ereteken was een militaire onderscheiding van het Koninkrijk Pruisen. Het werd in 1809 ingesteld door Friedrich Wilhelm II van Pruisen. Dit ereteken diende als voorbeeld voor andere landen.
- Het Algemeen Ereteken (Pruisen): Het Algemeen Ereteken (Duits: Allgemeines Ehrenzeichen) was een Pruisische onderscheiding die van 1810 tot 1918 in meerdere uitvoeringen werd uitgereikt.
- Het Ereteken van de Sovjet-Unie.